# Kevin Masis
Kevin Masís (Limón, 1 de febrero de 1998) es un futbolista costarricense que juega como delantero en Santos de Guápiles, de la Primera División de Costa Rica.

## Trayectoria

### Santos de Guápiles
Desde su juventud se crio en Limón donde su capacidad futbolística lo hizo ingresar a la academia del Santos de Guápiles, donde se formó, e hizo sus primeras armas en la máxima categoría.

## Selección nacional

### Categorías inferiores
Fue convocado para el Mundial Sub-17 del 2015 celebrado en Chile. Fue titular en el debut de Costa Rica en el torneo ante Sudáfrica donde Masís anotó el primer gol del encuentro.

## Clubes
| Club               | País       | Año             |
| ------------------ | ---------- | --------------- |
| Santos de Guápiles | Costa Rica | 2015 - Presente |